# Charles Desplanques-Dumesnil
Pour les articles homonymes, voir Desplanques et Dumesnil.
Charles Desplanques-Dumesnil, né en 1771 à Carentan et mort le 4 avril 1823, est un homme politique français.
Frère de Jean-Thomas Desplanques-Dumesnil, député aux états généraux, il est président de l'administration municipale de Carentan en l'an V. Il est élu député de la Manche au Conseil des Cinq-Cents le 25 germinal an VI.

## Sources
- « Charles Desplanques-Dumesnil », dans Adolphe Robert et Gaston Cougny, Dictionnaire des parlementaires français, Edgar Bourloton, 1889-1891 [détail de l’édition]